# 女高推理班2
《女高推理班2》（： yeogochuliban）是韓國tvN的神秘冒險綜藝節目
，由曾打造《The Genius》、《Society Game》、《大逃出》等燒腦綜藝的鄭中淵PD和幕後團隊製作，節目成員包括朴芝潤、張度練、崔叡娜、Jaejae、BIBI。內容講述是女子高中轉學的5名推理社團成員遇到更嚴重的事件而展開的神秘冒險。

## 節目成員
| 姓名（藝名）     | 姓名（藝名） | 出生日期      | 職業                 | 推理強項 擔當                                      |
| 漢字             | 諺文         | 出生日期      | 職業                 | 推理強項 擔當                                      |
| 朴芝潤           |              | 1979年3月23日 | 前播音員、自由職業   | 擁有綜合性的思考能力 匯報，說服，口才(?)擔當       |
| 張度練           |              | 1985年3月10日 | 喜劇演員、放送人     | 擁有手可以伸到天花板的能力 真正的力量(?)，竹竿擔當 |
| 李恩宰（Jaejae） | （）         | 1990年9月7日  | 主持人、節目製作人   | 擅長出色的心算力 數字，記憶力擔當                  |
| 金亨瑞（BIBI）   | （）         | 1998年9月27日 | 創作歌手、歌手       | 擁有有創意的思考能力 霸氣和威脅擔當                |
| 崔叡娜           |              | 1999年9月29日 | 女歌手、前IZ*ONE成員 | 擁有零食提供能力 輔助擔當                          |

## 節目形式
每期進入女子高中前，成員先在車上集合，由節目組給予每次上學的任務。成員需運用校園內的線索逐步探索各個空間，完成任務。

## 節目列表
| 集數 | 播出日期       | 標題               | 內容 |
| 1    | 2021年12月31日 | 轉校至太平女高     | 內容 - 本次任務：加入推理班。 - 可疑點：教務主任告知校鐘壞了，不能發出聲音。 - 協助教務主任找到在學校創始人肖像上塗鴉的人。 |
| 2    | 2022年1月7日   | 取回推理班活動室   | 內容 - 班長請推理班成員加入學校秘密論壇：供餐倉庫，並告知申請加入論壇的密碼已寫在小賣部旁邊的捐贈石上，成員觀察捐贈石得知密碼，成功加入學校論壇。 - 可疑點：在例會期間，有個面具人在室外桌上留下紙條。 - 透過學校論壇得知學校有3大怪談： - 學校在日治時期被用做人體實驗場地。 - 做人體實驗的時候，為了掩蓋人們的悲鳴聲會敲響校鐘。 - 學校旁的池塘則是丟棄人體實驗屍體的地方。 - 海軍大叔在池塘邊釣到一個裝有屍體的麻布袋，死者為推理班高一成員：孔藝琳。 |
| 3    | 2022年1月14日  | 太平農藥殺人案     | 內容 - 本次任務：裝飾推理班活動室。 - 發現學校先前有多起食物中毒的案件： - 2013年太平農藥殺人案。 - 2021年春天便當投毒案。 - 2021年11月孔藝琳的死亡之謎。 |
| 4    | 2022年1月21日  | 孔藝琳死亡之謎     | 內容 - 在推理班活動室中發現之前有個一直對孔藝琳照顧有加的前輩：小敬，藉由孔藝琳哥哥的信件中得知小敬可能是鮮于容宰夫婦當時病危的大女兒。 - 學校論壇實際掌權人為之前抓到偷拍事件犯人的學生：렛미모。 - 面具人再度留下提示紙條： - 伊維森中藥房的名片。 - 小敬是生為惡魔的人。 |
| 5    | 2022年1月28日  | 周末的上學日       | 內容 - 本次任務：請確認案件委託箱。 - 綜合蒐集的資料，太平農藥殺人案2對嫌疑夫婦的女兒為已身亡的孔藝琳、被逮捕的李雅蘭。 - PD告知李雅蘭錄口供時提到在萬聖節派對中見過鮮于敬，在拿過事務長的衛生紙後也於看守所中身亡，懷疑警方有內鬼。 - 李雅蘭在萬聖節派對中見到的鮮于敬是面具人。 - 案件委託箱中的案件紙條： - 育幼院煤氣爆炸案。 - 12/19（今天）18：00 1樓學生用的衛生間。 |
| 6    | 2022年2月4日   | 面具人的祕密       | 內容 - 因PD在電視台公開調查太平女高食物中毒案件，推理班成員被強制退出學校論壇。 - 鮮于敬小時候待的育幼院曾發生煤氣爆炸案，當時只有兩名在建築物外的孩子倖存：金敬、金熙真，後被鮮于容宰夫婦領養。 - 在申智友的置物櫃中發現當時上傳至學校論壇，抓到偷拍事件犯人的原始影片，確認當時發布在學校論壇中的影片有造假。 - 申智友的Kakotalk帳號是由렛미모拼成，但申智友的反應像完全不知道一樣。 - 于晚間6點15分學校的校鐘響了，在屋頂上發現沾血的紅色箱子，箱子內有張育幼院小朋友的合照，照片上有2個面具人（臉上有斑點的是妹妹熙真），裡面還放有熙真的日記。 - 面具人鮮于熙真被綁架。 |
| 7    | 2022年2月11日  | 揭發鮮于敬的真面目 | 內容 - 本次任務：鮮于敬是誰？ - PD告知太平農藥殺人案最後一對嫌疑夫婦的女兒為：朴智友。 - 具永善（구영선）就是鮮于敬（선우경）的變位詞，在學校論壇的使用者名稱렛미모就是農藥成分메소밀（methomyl）的變位詞。 - 當時遞給李雅蘭衛生紙的事務長是具永善收買的心腹，在學校家長會扮演永善的父親，在1年前是購買過黑鹿角蘑菇眼神兇狠的大叔，在學校前的私有地是拿著鋤頭制止推理班成員靠近塑料棚的鋤頭男，在學校旁的池塘遺棄了孔藝琳的屍體，在週末的學校是綁架鮮于熙真的人。 |
| 8    | 2022年2月18日  | 拯救全校師生       | 內容 - 具永善收買的心腹因已無利用價值，被具永善殺死在英語新聞活動室。 - 張度練、朴芝潤與全校師生被困在毒氣實驗室。 - JaeJae、BiBi、崔叡娜成功解除實驗室的毒氣裝置，全校師生逃離成功。（校長室→檔案室→控制室） - 具永善口吐白沫被送上救護車後，突然醒來，為下一季留下伏筆，未完待續… |

## 備註
1. ↑  該校於2019年關閉。地址為：99 Tabun-gil, Geumseong-myeon, Euiseong, Gyeongsangbuk-do。
2. ↑  塗鴉者為同班同學：洪娜拉、都美琳。
3. ↑  814610。
4. ↑  從報紙上撕下的標題：太平農藥殺人案。
5. ↑  本表單除已正名的名字，其他人名皆為音譯。
6. ↑  2013年鮮于麵粉代表鮮于容宰社長夫婦被發現陳屍家中，死因為藥物中毒，與社長夫婦有債權關係的3對夫妻，當時合送的禮物覆盆子酒中，因被檢測出含有農藥成分(methomyl)，被視為嫌疑人，後因長時間調查無果，最終判定無罪釋放，鮮于容宰社長領養的2個孩子：10歲的大女兒病危、9歲的小女兒失蹤。
7. ↑  某學生策劃在便當中下毒，導致老師們全都上吐下瀉被送進急診室。
8. ↑  死因：毒殺，目擊證人與警方告知有看到孔藝琳與李雅蘭進入校外的塑料棚。
9. ↑  在中藥房得知造成食物中毒的原因：黑鹿角蘑菇，過去有一個學生、一個眼神兇狠的大叔來買過蘑菇。
10. ↑  受到鮮于敬指使，為了避免孔藝琳將全部的事件坦白給電視台PD後身陷危險，所以拿了下毒的飲料給孔藝琳，但不知道會讓藝琳身亡。
11. ↑  面具人留的紙條。
12. ↑  其中一間的牆上用紅色油漆寫著whistler（意指告密者），下方貼著推理班成員剛進進學校時的照片，照片上被畫滿塗鴉。
13. ↑  
  1. 2012/12/12 育幼院煤氣爆炸案：姐姐說在廚房戴上面具來玩火，一整天都在燒倉庫衛生紙，但姐姐突然說出去玩，到晚餐時間回到育幼院後全都已被燒毀，姐姐說是因為妹妹燒得衛生紙才會著火。
  2. 2012/12/25 姐妹被鮮于容宰夫婦領養。
  3. 2013/09/09 太平農藥殺人案：姐姐給妹妹透明的藥水，說是對身體好，讓妹妹加到大麥茶中，爸媽喝了就死了，姐姐說是妹妹殺死養父母的，姐姐自己喝了一小口後也倒在了地上，妹妹太害怕就逃走了。
  4. 妹妹是一直給推理班提示的面具人，妹妹告知姐姐想盡可能地操縱更多人，正在準備大型惡作劇，希望推理班成員可以阻止這場惡作劇。
14. ↑  過去因爸爸有家庭暴力前科而導致家庭破裂，離婚後女兒智友改跟媽媽姓申。

## 外部連結
- 官方網站 （页面存档备份，存于）
- 樹維基 （页面存档备份，存于）
- 官方Instagram
- 官方YouTube （页面存档备份，存于）